# آشوآ
آشوآ (به انگلیسی: Ashoa) یک روستای کوچک در بخش کاوخالی ناحیه پیروج‌پور در استان باریسال بنگلادش است. کانال گابخان از کنار این روستا آغاز می‌شود.